# Harald Sack
Harald Sack ist ein deutscher Informatiker, Bereichsleiter für Information Service Engineering bei FIZ Karlsruhe – Leibniz-Institut für Informationsinfrastruktur und Professor am Karlsruher Institut für Technologie (KIT). 

## Lebenslauf
Er studierte bis 1990 an der Universität der Bundeswehr in München. 2002 promovierte er in Informatikwissenschaften an der Universität Trier. Von 2002 bis 2009 arbeitete er als PostDoc an der Friedrich-Schiller-Universität in Jena und später bis 2016 am Hasso-Plattner-Institut für Softwaresystemtechnik der Universität Potsdam.
Sack ist Gründungsmitglied und Generalsekretär des 2008 gegründeten Deutschen IPv6 Rats, welcher sich mit der Verbreitung des IPv6 Protokolls befasst. Des Weiteren ist er Mitgründer der yovisto GmbH, ursprünglich ein Webvideoportal für akademische Inhalte, später eine Firma für semantische Datenverarbeitung und Analyse.

## Publikationen (Auswahl)
- Gerald Töpper, Magnus Knuth, Harald Sack: DBpedia ontology enrichment for inconsistency detection. In: Proceedings of the 8th International Conference on Semantic Systems (= I-SEMANTICS '12). Association for Computing Machinery, New York, NY, USA 2012, ISBN 978-1-4503-1112-0, S. 33–40, doi:10.1145/2362499.2362505.
- Ricardo Usbeck, Michael Röder, Axel-Cyrille Ngonga Ngomo, Ciro Baron, Andreas Both, Martin Brümmer, Diego Ceccarelli, Marco Cornolti, Didier Cherix, Bernd Eickmann, Paolo Ferragina, Christiane Lemke, Andrea Moro, Roberto Navigli, Francesco Piccinno, Giuseppe Rizzo, Harald Sack, René Speck, Raphaël Troncy, Jörg Waitelonis, Lars Wesemann: GERBIL: General Entity Annotator Benchmarking Framework. In: Proceedings of the 24th International Conference on World Wide Web (= WWW '15). International World Wide Web Conferences Steering Committee, Republic and Canton of Geneva, CHE 2015, ISBN 978-1-4503-3469-3, S. 1133–1143, doi:10.1145/2736277.2741626.